# StarCraft II: Legacy of the Void
StarCraft II: Legacy of the Void is een standalone uitbreidingspakket voor de real-time strategy game StarCraft II: Wings of Liberty en het derde deel in de StarCraft II-trilogie.
De uitbreiding zal extra eenheden bevatten en multiplayer zal veranderingen hebben, zoals een voortdurende campagne gericht op de Protoss. Het zal ongeveer een 20 extra missies hebben en wordt daardoor beschouwd als een uitbreiding. Het gebruik van eenheden van de ene kant kan zich verzetten tegen het gebruik van eenheden van de andere kant, en vreemde sektes kunnen ervoor zorgen dat de spelers hun campagne verliezen.
De campagne zal vooral gefocust zijn op Artanis, een van de hoofdpersonages.
Verwachte uitgavedatum is 10 november 2015.

## Gameplay
De Protoss campagne zal gebaseerd zijn op diplomatie, terwijl de Protossfacties uiteenvallen. De speler zal met verschillende Protossstammen spelen wat zal helpen om nieuwe allianties te smeden en het plot op gang te brengen, maar tegelijkertijd zal dat nieuwe vijandschappen creëren met andere stammen.
Het uiteindelijke doel van de campagne zal zijn om de verscheidene stammen te verenigen tot een levensvatbare macht die in staat zal zijn de overleving van de Protoss te verzekeren. Dit derde deel van StarCraft II zal zich concentreren rond Artanis als hoofdpersoon.

## Verhaal
Het verhaal is opgebouwd uit een proloog (Whispers of Oblivion), hoofdverhaal en een epiloog genaamd Into the Void.
De Protoss werden systematisch uitgeroeid en stierven door veroudering, zelfs voor de Great War. De Protoss' versplinterde beschaving zal breken wanneer er zelfs iets ergers gebeurt, waardoor een leider gedwongen zal zijn om hen te redden van vernietiging.
Het verhaal zal volledig over de Protoss gaan. Jim Raynor en Sarah Kerrigan zullen opnieuw in het verhaal voorkomen maar Amon zal het belangrijkste onderwerp zijn. Chris Metzen heeft het verhaal vergeleken met de film 300, een klein leger dat tegen een groot en sterker leger zal vechten voor hun land. Dit zal ook een einde worden aan de StarCraft II-trilogie.

## Ontwikkeling
De ontwikkeling van StarCraft II werd aangekondigd op 19 mei 2007. In juni 2008 werd bekendgemaakt dat StarCraft II een trilogie zou worden. Het derde deel, Legacy of the Void, zou toegewijd zijn aan de Protoss.
Werk aan het verhaal, scripts en missies was van start gegaan in maart 2013.
In augustus van 2013 was het verhaal van Legacy of the Void geschreven, veel van de filmpjes waren af en stemacteurs waren in de studio dialogen aan het opnemen.
November 2013. Dustin Browder was tevreden met het verhaal van de game, maar vond dat de missies en campagnemechanieken nog wat meer werk vereisten om ze als Protossmissies te laten “voelen”.
Tijdens BlizzCon 2014 werd Legacy of the Void officieel onthuld.
Het bètatesten begon op 1 april 2015, en duurde tot 2 november 2015.
Een speciale proloog bestaande uit drie missies, genaamd Whispers of Oblivion, is aangekondigd als een manier om het verhaal van Heart of the Swarm en Legacy of the Void te overbruggen. Whispers of Oblivion zal voor een ieder gratis worden aangeboden. Vanaf medio juli 2015 zijn de proloogmissies direct beschikbaar voor diegenen die Legacy of the Void voorbesteld hebben. Begin oktober werden de proloogmissies algemeen beschikbaar.

## Soundtrack
| StarCraft II: Legacy of the Void nummerlijst | StarCraft II: Legacy of the Void nummerlijst |
| -------------------------------------------- | -------------------------------------------- |
| 1.                                           | The Stars Our Home                           |
| 2.                                           | Khala's End                                  |
| 3.                                           | Valor My Shield                              |
| 4.                                           | Oblivion Awaits                              |
| 5.                                           | Attack On Korhal                             |
| 6.                                           | The Keystone                                 |
| 7.                                           | We Stand Ready                               |
| 8.                                           | The Fall Of Shakuras                         |
| 9.                                           | Blades Of Justice                            |
| 10.                                          | Last Stand                                   |
| 11.                                          | The Preserver                                |
| 12.                                          | My Path Is Set                               |
| 13.                                          | The Golden Armada                            |
| 14.                                          | The Dark Voice                               |
| 15.                                          | Unity                                        |
| 16.                                          | Honor Guide Me                               |
| 17.                                          | Second Chances                               |
| 18.                                          | The Firstborn                                |
| 19.                                          | The Spear Of Adun                            |
| 20.                                          | Holding Up The Sky                           |
| 21.                                          | My Life For Aiur                             |

## Ontvangst
| Geaggregeerde scores |        |
| Aggregeerder         | Score  |
| GameRankings         | 87,98% |
| Metacritic           | 88/100 |
| Reviews scores       |        |
| Uitgave              | Score  |
| Power Unlimited      | 78/100 |
| Gamer.nl             | 8/10   |
| FOK!                 | 9/10   |
| Tweakers             | 8,5/10 |